# Síndrome de duplicación 16p13.3
El síndrome de duplicación 16p13.3 es una anormalidad cromosomal en la que p13.3, una región del brazo corto del cromosoma 16, se duplica, esto generalmente lleva a síntomas tales como discapacidades del intelecto, problemas mentales tales como autismo, retrasos del desarrollo y del habla, y anormalidades físicas

## Signos y síntomas
Las personas con esta enfermedad generalmente presentan los siguientes síntomas:
- Comportamiento autístico (o el desarrollo del trastorno clínico mismo)
- Dislocación de la cadera
- Pectus excavatum
- Camptodactilia
- Cara larga
- Pes cavus
- Tener un pulgar el cual siempre esta cerca de la muñeca
- Párpado superior caído
- Nariz corta/pequeña
- Dedos de la mano y pie pequeños/cortos
- Defectos cardíacos congénitos
- Anormalidades vasculares
- Dismorfismos faciales
- Talipes equinovarus
- Sindactilia
- Orejas bajas
- Artrogriposis
- Paladar alto

## Causas
La causa principal de esta condición está indicada, como en algunas anormalidades cromosomales, en el nombre de la misma; esta enfermedad es causada por una duplicación de material de la región p13.3 del cromosoma 16, aunque la mayoría de mutaciones son de origen esporádico, una minoría de los casos de trisomía 16p13.3 son de origen hereditario, esta mutación suele seguir un patrón de herencia autosómico dominante.

## Epidemiología
Se estima que esta condición afecta a 1 de cada 97,000-146,000 nacimientos vivos